# آنجلا اسکولار
آنجلا اسکولار (انگلیسی: Angela Scoular; ۸ نوامبر ۱۹۴۵ – ۱۱ آوریل ۲۰۱۱) هنرپیشه اهل انگلستان بود.
از فیلم‌ها یا برنامه‌های تلویزیونی که وی در آن نقش داشته‌است می‌توان به در خدمت سرویس مخفی ملکه، کنتسی از هنگ کنگ، کازینو رویال، ماجراهای راننده تاکسی و ماجراجویان اشاره کرد.